# Flying Fish Cove
Flying Fish Cove és la capital i principal assentament del territori de Christmas Island. Va ser batejat en referència al vaixell britànic HMS Flying Fish, tot i que generalment se la coneix simplement com The Settlement (La Colònia). Va ser el primer assentament britànic de l'illa, establert el 1888. Aproximadament un terç del total de la població de l'illa viu a la localitat, que se situa a la costa nord-est i que té un petit port esportiu.
La població és majoritàriament d'origen xinès, amb una minoria de malais i una presència limitada d'australians.